# Priabonià
| Període                                       | Època    | Estatge      | Edat (Ma)    | Edat (Ma)    |
| --------------------------------------------- | -------- | ------------ | ------------ | ------------ |
| Neogen                                        | Miocè    | Aquitanià    | (més recent) | (més recent) |
| Paleogen                                      | Oligocè  | Catià        | 27,82        | 27,82        |
| Paleogen                                      | Oligocè  | Rupelià      | 33,9         | 33,9         |
| Paleogen                                      | Eocè     | Priabonià    | 37,2         | 37,2         |
| Paleogen                                      | Eocè     | Bartonià     | 40,4         | 40,4         |
| Paleogen                                      | Eocè     | Lutecià      | 48,6         | 48,6         |
| Paleogen                                      | Eocè     | Ipresià      | 55,8         | 55,8         |
| Paleogen                                      | Paleocè  | Thanetià     | 58,7         | 58,7         |
| Paleogen                                      | Paleocè  | Selandià     | 61,6         | 61,6         |
| Paleogen                                      | Paleocè  | Danià        | 66,0         | 66,0         |
| Cretaci                                       | Superior | Maastrichtià | (més antic)  | (més antic)  |
| Comissió Internacional d'Estratigrafia (2023) |          |              |              |              |

El període Priabonià és l'últim estatge faunístic de l'Eocè. Coincideix aproximadament amb el Ludià. Començà fa 37,2 ± 0,1 milions d'anys. És l'últim estatge faunístic de l'Eocè, i la Grande Coupure, un episodi d'extincions, de canvis faunístics i d'abundant especiació, tingué lloc a finals del període. Estratigràficament, el seu inici queda marcat per una de les aparicions més inferiors del nanofòssil calcari Chiasmolithus oamaruensis. El seu final queda marcat per foraminífers planctònics i l'extinció del gènere Hantkenina. S'acabà fa 33,9 ± 0,1 milions d'anys i deu el seu nom a la localitat de Priabona (Itàlia).

## Definició estratigràfica
L'estatge priabonià va ser introduït per Ernest Munier-Chalmas i Albert de Lapparent el 1893. La seva base és la primera aparició de l'espècie de nanoplàncton calcària Chiasmolithus oamaruensis (la qual forma la base de la biozona de nanoplàncton NP18).
La part de dalt del pis priabonià (la base del pis Rupelià i les sèries de l'Oligocè) és a l'extinció del gènere de foraminífers Hantkenina.
El Priabonià, per exemple, s'encavalca amb els pisos Johannià superior i l'Aldingà d'Austràlia o el Nanzià superior i el Refugià inferior a califòrnia.
En bioestratigrafia, el Priabonià té la mateixa edat (fora d'Europa) que el Chadronià, el Headonià, parts del Barrancà i Mustersà, el Ulangochuià i l'Ergilià.

## Fauna
Artròpodes
- Dorytomus electrinus
- Oxycraspedus poinari
- Palaeodexipeus kirejtshuki
- Succinalophus attenboroughi

Mamífers
- Basilosaure
- Primera aparició del multituberculat Ectypodus en el registre fòssil
- Primera aparició del rosegador Ardynomys en el registre fòssil